# Auxonne-Marie-Théodose de Thiard

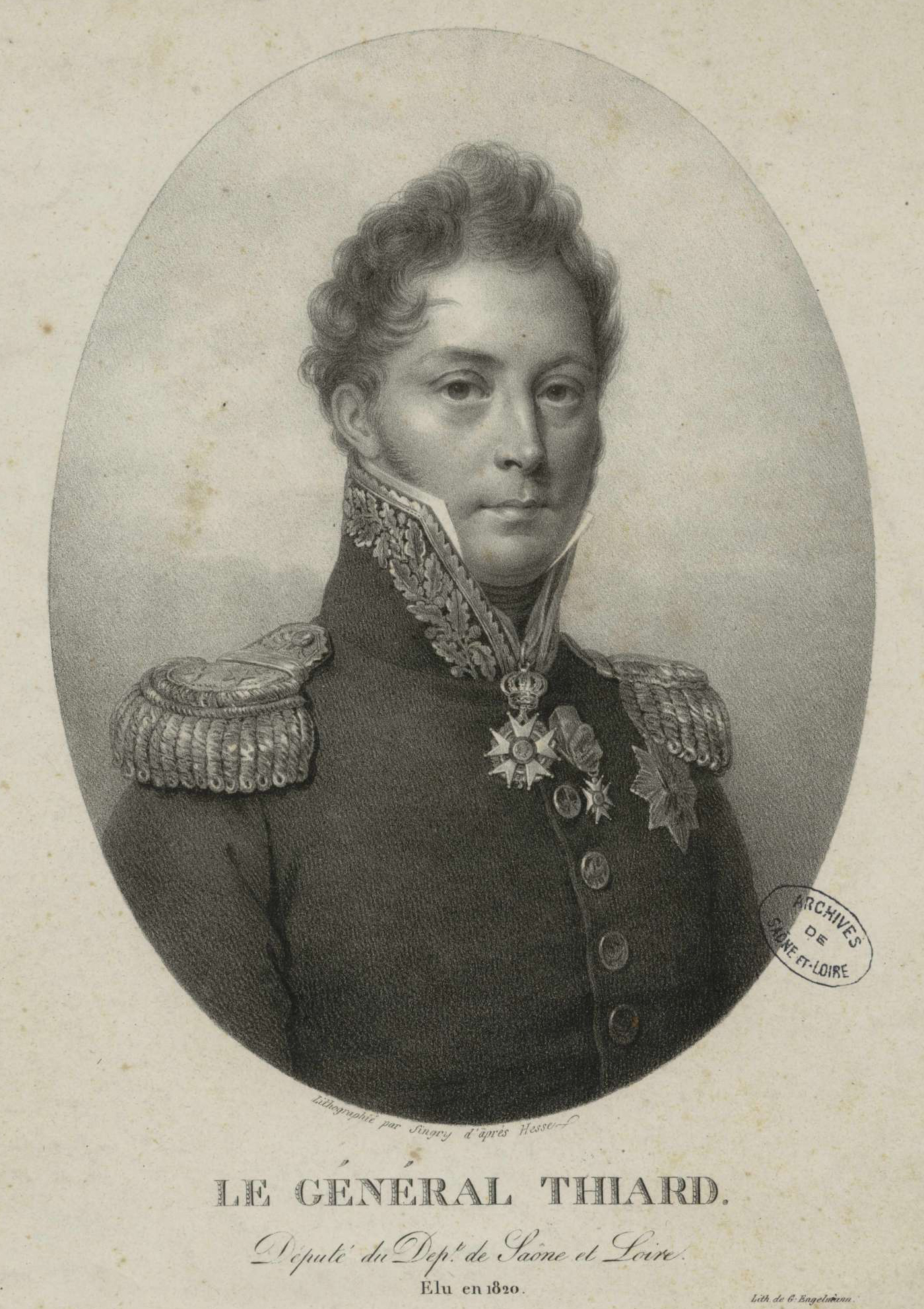
Auxonne-Marie-Théodose de Thiard

Auxonne-Marie-Théodose de Thiard, comte de Bissy, (* 1772 in Paris; † 1852) war ein französischer General und Politiker.

## Leben
Thiard wurde 1772 in Paris geboren. Sein Vater Claude de Thiard de Bissy bekleidete gleichzeitig die Ämter des Lieutenant-général der Provinz Languedoc, des Lagermarschalls der königlichen Armee, des Gouverneurs der Stadt Auxonne und des Tuilerienpalastes. Aus diesem Grund sieht er sein Heimatland lange Zeit nicht mehr. 1791 tritt er in die Armee der Emigranten ein, in welcher emigrierte Franzosen gegen die Revolutionstruppen kämpften und kehrt erst im Jahr 1800 nach Frankreich zurück.
1802 wird er durch den Ersten Konsul zum Generalrat des Départements Saône-et-Loire ernannt. Ende November 1804 wird er von Kaiser Napoleon zu einem „seinem gewöhnlichen Kammerherren“ gewählt. Er ist bei dessen Salbung bei der Kaiserkrönung anwesend und folgt Napoleon im April 1805 nach Italien. Im gleichen Jahr 1805 ist er auch in Austerlitz zugegen. Nach kurzem Dienst beim 9e regiment de dragons traf er den Kaiser in Jena wieder und dieser ernannte ihn zum Gouverneur der Bezirke Meißen, Ober- und Niederlausitz sowie zum Kommandanten der bayrischen und württembergischen Truppen.
Im Februar des gleichen Jahres trat Thiard aus unbekannten Gründen von all seinen Verpflichtungen und Ämtern zurück.
Nachdem er dem Kaiser seinen Kammerherrenschlüssel und sein Ehrenlegionskreuz zurückgegeben hatte, lebte er zurückgezogen auf seinem Anwesen Vaulry (Département Saône-et-Loire).
1814 ging er wieder zu den Waffen, um sein Heimatland zu verteidigen. Thiard wurde zum Adjudanzkommandanten der Nationalgarde bestellt. Ludwig XVIII. ernannte ihn zum Maréchal de camp, zum Ritter von St. Louis, zum Offizier und bald darauf zum Kommandeur der Ehrenlegion. Während der zweiten Restauration und der Julimonarchie machte er nochmals politische Karriere und predigte liberale Ideen.
General Thiard starb 1852.

## Werke
- Souvenirs diplomatiques et militaires, Paris 1900, erschienen bei Flammarion.